# Paul Becker
Paul Becker (født Paul Scheel Becker den 13. maj 1949) er en dansk speaker, lydbogsindlæser og tidligere stuntman.
Han har studeret dansk og historie ved Københavns Universitet. Sideløbende dyrkede han klovneakrobatik på Artist- og Teaterskolen. På denne skole blev han opdaget af Lasse Spang Olsen som fik ham med i sin stuntgruppe. Det førte bl.a. til spillefilm – iblandt dem ”Mord i Mørket”. Hans debut som lydbogsindlæser fandt sted hos Danmarks Blindebibliotek i 1979, og han har siden hen indlæst bøger bl.a. for forlagene Gyldendal, Carlsen, AV-forlaget Den Grimme Ælling og Audioteket ved siden af sit job som speaker på TV 2, hvilket han har været siden 1989. I 1998 var han en overgang vært på DR1-programmet ”2860 Søborg”. Siden 2004 er han ansat ved TV 2 Charlie. Paul Becker modtog Lydbogsprisen 2011 for Den hundredårige der kravlede ud ad vinduet og forsvandt. En sjov detalje er at han medvirkede i TV 2's Lykkehjulet på premieredagen, 1. oktober 1988.